# Medijska manipulacija
Medijska manipulacija je aspekt rada odnosa s javnošću u kojem određene osobe nastoje stvoriti sliku ili argumente koja pogoduju njihovim specifičnim interesima. 
Metode medijske manipulacije uključuju uporabu zablude i propagande i često uključuju suzbijanje informacija ili suzbijanje isticanja stajališta.
Može uključiti metode manipuliranja ljudi da prestanu slušati određene argumentime, ili jednostavno preusmjeravanje pažnje negdje drugdje. 

### Marginaliziranje
To je široko rasprostranjen i suptilan oblik medijske manipulacije: daje se povjerovati da se prosljeduju samo "mainstream" izvori informacija. 
Metode mogu biti primjerice nastup uvijek istih komentatora, koj su propagatori pojedinih mišljenja ili objavljivanje anketa sumnjivih namjera i dvojbenih podrijetla.

### Stanje u Hrvatskoj
Hrvatska je tijekom i nakon Domovinskog rata izložena Psihološkom ratu Skupine Opera („Odelenje za propagandni rat") kao „informativna služba RV i PVO" s posebnim zadatkom vođenja medijsko-propagandnog rata protiv Republike Hrvatske...
27. studenoga 2011. objavljen je apel hrvatskoj javnosti „suprotstavimo se medijskim manipulacijama", kojeg je potpisalo više od 740 uglednih intelektualaca iz Hrvatske i dijaspore. U apelu se navodi da su mediji bili u funkciji promidžbe, uglavnom neskloni hrvatskoj državi, nagnuti najčešće lijevim dioptrijama... .